# Lake Cootharaba
Lake Cootharaba är en sjö i Australien. Den ligger i delstaten Queensland, omkring 130 kilometer norr om delstatshuvudstaden Brisbane. Lake Cootharaba ligger 2 meter över havet. Arean är 37 kvadratkilometer. Den sträcker sig 10,1 kilometer i nord-sydlig riktning, och 7,4 kilometer i öst-västlig riktning.
I omgivningarna runt Lake Cootharaba växer i huvudsak städsegrön lövskog. Genomsnittlig årsnederbörd är 1 898 millimeter. Den regnigaste månaden är januari, med i genomsnitt 360 mm nederbörd, och den torraste är september, med 41 mm nederbörd.